# هیده‌آکی ایتو
هیده‌آکی ایتو (به ژاپنی: 伊藤 英明 Itō Hideaki) بازیگر اهل ژاپن است. وی بیشتر برای بازی در فیلم اومی زارو شناخته می‌شود. او در فیلم ای شمشیر، بسوزان (۲۰۲۱) در نقش کامو سریزاوا بازی کرده است.